# Hendrik Vorstermans
Henricus Martinus (Hendrik) Vorstermans (Meerlo, 29 april 1860 – 's-Hertogenbosch, 26 mei 1934) was een Nederlands metselaar en bouwkundige. Hij was verantwoordelijk voor de bouw van onder meer woningen, een school en kerken.

## Werken
- Sociale woningen aan de Kerkstraat te Asten, uit 1918-1919
- Johannes Geboortekerk te Duizel, uit 1925
- Antonius van Paduakerk te Heusden, ingewijd in 1926, alsmede de pastorie.
- kapel bij klooster te Velddriel 1928